# Mycetophila collineola
Mycetophila collineola är en tvåvingeart som först beskrevs av Speiser 1909.  Mycetophila collineola ingår i släktet Mycetophila och familjen svampmyggor. Inga underarter finns listade i Catalogue of Life.